# Cassandra Potter
Cassandra Lynn Potter (nacida Cassandra Lynn Johnson, Bemidji, 30 de octubre de 1981) es una deportista estadounidense que compitió en curling. Su hermana Jamie compitió en el mismo deporte.
Ganó una medalla de plata en el Campeonato Mundial de Curling Femenino de 2005. Participó en los Juegos Olímpicos de Turín 2006, ocupando el octavo lugar en la prueba femenina.

## Palmarés internacional
| Campeonato Mundial | Campeonato Mundial    | Campeonato Mundial | Campeonato Mundial |
| Año                | Lugar                 | Medalla            | Prueba             |
| ------------------ | --------------------- | ------------------ | ------------------ |
| 2005               | Paisley (Reino Unido) | Medalla de plata   | Equipo             |